# Notary public

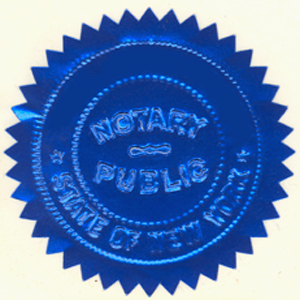
Un sigillo notarile in lamina goffrata dello Stato di New York.

Un notary public (o public notary o semplicemente notary), nei paesi di common law, è un pubblico ufficiale con particolari competenze.
L'espressione notary public si riferisce solo alla relativa figura prevista dagli ordinamenti di common law, la quale non deve essere confusa con il notaio degli ordinamenti di civil law (cd. notaio latino).

## Storia
Lo sviluppo separato del diritto comune in Inghilterra, libero dalla maggior parte delle influenze del diritto romano, significò che i notai non furono introdotti in Inghilterra fino a più tardi, nel XIII e XIV secolo. Inizialmente, i notai in Inghilterra furono nominati dal legato papale. Nel 1279 l'arcivescovo di Canterbury fu autorizzato dal Papa a nominare notai. Non sorprende che, in quei primi tempi, molti dei notai fossero membri del clero. Nel corso del tempo, i membri del clero cessarono di prendere parte agli affari secolari e i laici, specialmente nelle città e nei centri commerciali, iniziarono ad assumere il carattere ufficiale e le funzioni di un moderno notaio di diritto comune.
Lo Scisma anglicano non produsse alcun cambiamento sostanziale nella posizione e nelle funzioni dei notai in Inghilterra. Tuttavia, nel 1533 la promulgazione dell'Atto concernente l'Obolo di San Pietro e le Dispensazioni (l'Ecclesiastical Licences Act 1533) pose fine al potere del Papa di nominare i notai e investì di tale potere il re che lo trasferì poi all'arcivescovo di Canterbury che a sua volta lo assegnò alla Corte delle Facoltà e al Maestro delle Facoltà.
Tradizionalmente, i notai registravano questioni di importanza giudiziaria, nonché transazioni o eventi privati per i quali era richiesta una registrazione ufficialmente autenticata o un documento redatto con competenza o conoscenza professionale.

## Competenze e funzioni
Egli svolge funzioni pubbliche in materia non contenziosa, di solito riguardo a beni immobili, rappresentanza volontaria, transazioni estere o internazionali.
Tra le funzioni del notary public vi sono quelle di ricevere giuramenti e dichiarazioni giurate anche con valore di testimonianza, autenticare le sottoscrizioni di talune classi di documenti, ricevere riconoscimenti di debito, protestare cambiali, ricevere dichiarazioni di sinistro in materia di assicurazioni nautiche, autenticare copie di documenti, ed eseguire alcuni altri atti a seconda della legislazione vigente nei singoli Stati.

## Diffusione nel mondo
Con l'eccezione della Louisiana, di Porto Rico, del Québec (il cui diritto privato si basa sulla civil law) e della Columbia Britannica, un notary public nel resto degli Stati Uniti e del Canada, e in generale in tutti gli ordinamenti di common law, ha poteri molto più limitati rispetto al notaio di civil law. In particolare, nelle transazioni fra privati il notary public si limita ad autenticare la firma dopo aver identificato le parti, e gli è assolutamente vietato prestare qualsiasi forma di consulenza giuridica .